# 光社街道
光社街道，是中华人民共和国山西省太原市尖草坪区下辖的一个乡镇级行政单位。

## 行政区划
光社街道下辖以下地区：
简易社区、七府坟南街一社区、七府坟南街二社区、七府坟西街社区、建工街一社区、建工街二社区、新店村、杜家村和光社村。